# Maurine Dallas Watkins
Maurine Dallas Watkins (27 de julho de 1896 – Jacksonville, Flórida, 10 de agosto de 1969) foi uma jornalista e dramaturga estadunidense que produziu artigos, revisões, contos, peças e roteiros. Nos anos 20, acompanhou a história das acusadas de assassinato Belva Gaertner e Beulah Annan para o jornal em que trabalhava, o Chicago Tribune. Sua primeira peça, Chicago, foi inspirada nos eventos ocorridos com Gaertner e Annan e estreou em 1926 na Broadway. Em 1927, foi adaptada para o cinema na versão muda produzida por Cecil B. DeMille. Em 1942, serviu de base para o filme Roxie Hart, estrelado por Ginger Rogers. Watkins, desde 1940, se retirou da vida pública, assim permanecendo até seu falecimento. Sua obra mais famosa voltou à Broadway em 1975 na forma de peça musical e em 2002, deu origem ao filme premiado com o Oscar de melhor do ano de 2002.

## Filmografia
- Chicago; Chicago (1926)
- Up the River (1930)
- Doctors' Wives (1931)
- Play Girl (1932)
- The Strange Love of Molly Louvain (1932)
- No Man of Her Own (1932)
- Child of Manhattan (1933)
- Hello, Sister! (1933)
- The Story of Temple Drake (1933)
- Professional Sweetheart (1933)
- Search for Beauty (1934)
- Strictly Dynamite (1934)
- A Wicked Woman (1934)
- Libeled Lady (1936)
- Up the River (remake, 1938)
- I Love You Again (1940)
- Roxie Hart (1942)
- Easy to Wed (1946)
- Chicago (2002)